# Kanton Cérilly
Kanton Cérilly (fr. Canton de Cérilly) je francouzský kanton v departementu Allier v regionu Auvergne. Tvoří ho 12 obcí.

## Obce kantonu
- Ainay-le-Château
- Braize
- Cérilly
- Isle-et-Bardais
- Lételon
- Meaulne
- Saint-Bonnet-Tronçais
- Theneuille
- Urçay
- Valigny
- Le Vilhain
- Vitray